# Lacht nor mij
Lacht nor mij is een Nederlandstalige single van de Belgische rapster Slongs Dievanongs uit 2013.
Het nummer kwam binnen in de ultratop op 1 juni 2013 op de 45 plaats en verbleef er 16 weken. Het piekte op nummer 21. In de Vlaamse top 10 behaalde het de eerste plek en verbleef het 27 weken.
In 2015 nam Guy Swinnen – in het kader van het VTM-programma Liefde voor Muziek – het nummer onder handen.